# Eusebio Page y Albareda
Eusebio García Page y Albareda (Cádiz, 6 de diciembre de 1826-Madrid, 6 de febrero de 1900) fue un ingeniero de caminos y político español, diputado, senador y director general de Obras Públicas.

## Biografía
Nacido el 6 de diciembre de 1826, en Cádiz, fue alumno de Alberto Lista. En 1843 ingresó en la Escuela de Caminos y terminó la carrera en 1849, año en que fue nombrado ingeniero segundo. Intervino en muchas de las grandes obras públicas en España de la segunda mitad del siglo XIX, con la participación en los trazados de diversas líneas férreas, y publicó junto con Gabriel Rodríguez los cinco primeros tomos de la Colección legislativa de obras públicas, que comprendía de 1833 a 1854.
Dirigió el ferrocarril de Madrid a Alicante, construyó el de Zaragoza a Alsasua, el ramal de Toledo y las líneas de Lisboa a Badajoz y a Oporto. Secretario de la Comisión para formar el plan general de ferrocarril, desempeñó trabajos en el Ministerio de Ultramar y en el de Fomento. Más tarde fue director general de Obras Públicas, en dos periodos distintos. Obtuvo escaño de diputado a Cortes en 1872, por Alcalá de Henares. En 1881 fue elegido senador por la provincia de Castellón. En lo político estuvo «completamente identificado con la política del Sr. Sagasta».
Fue autor de diversas obras, entre ellas los dos tomos de El ferrocarril, además de numerosos artículos en la prensa periódica, como en el diario La Iberia, además de en la Revista de Obras Públicas. Falleció en Madrid el 6 de febrero de 1900.
Obtuvo condecoraciones como las de caballero gran cruz de Santa Rosa de Honduras, comendador de la Orden de Villaviciosa, comendador y gran cruz de la Orden de Cristo, gran cruz de la Orden de Isabel la Católica y oficial de la Legión de Honor. Fue miembro correspondiente de la Real Academia Gaditana, conciliario de número de la Escuela de Nobles Artes de San Eloy de Salamanca e hijo adoptivo de Tuy, Moguer, Sariñena y Huelva.